# 普萊森特瓦利鎮區 (堪薩斯州薩林縣)
普萊森特瓦利鎮區（英語：Pleasant Valley Township）是位於美國堪薩斯州薩林縣的一個行政鎮區。

## 地方資料
普萊森特瓦利鎮區的面積為93.64平方千米，當中陸地面積為93.44平方千米，而水域面積為0.20平方千米。根據2010年美國人口普查的數據，當地共有人口404人，而人口密度為每平方千米4.31人。

## 外部連結
- US-Counties.com
- City-Data.com （页面存档备份，存于）